# Грундльзе
Грундльзе (нем. Grundlsee) — озеро в Австрии, располагается на северо-западе Штирии, в Альпах, на южной окраине гор Тотес-Гебирге, неподалёку от Бад-Аусзе.
Высота над уровнем моря — 708 м. Площадь озера — 4,1 км², что делает его крупнейшим в Штирии.
Озеро отличается очень высоким качеством воды (вода в озере пригодна для питья). Температура воды в озере летом может достигать 25 градусов. На озере запрещены к использованию транспортные средства, оборудованные двигателями внутреннего сгорания.

## Галерея

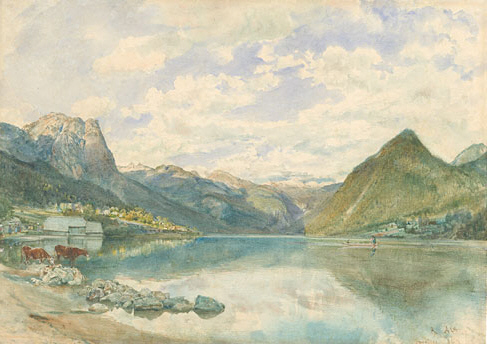
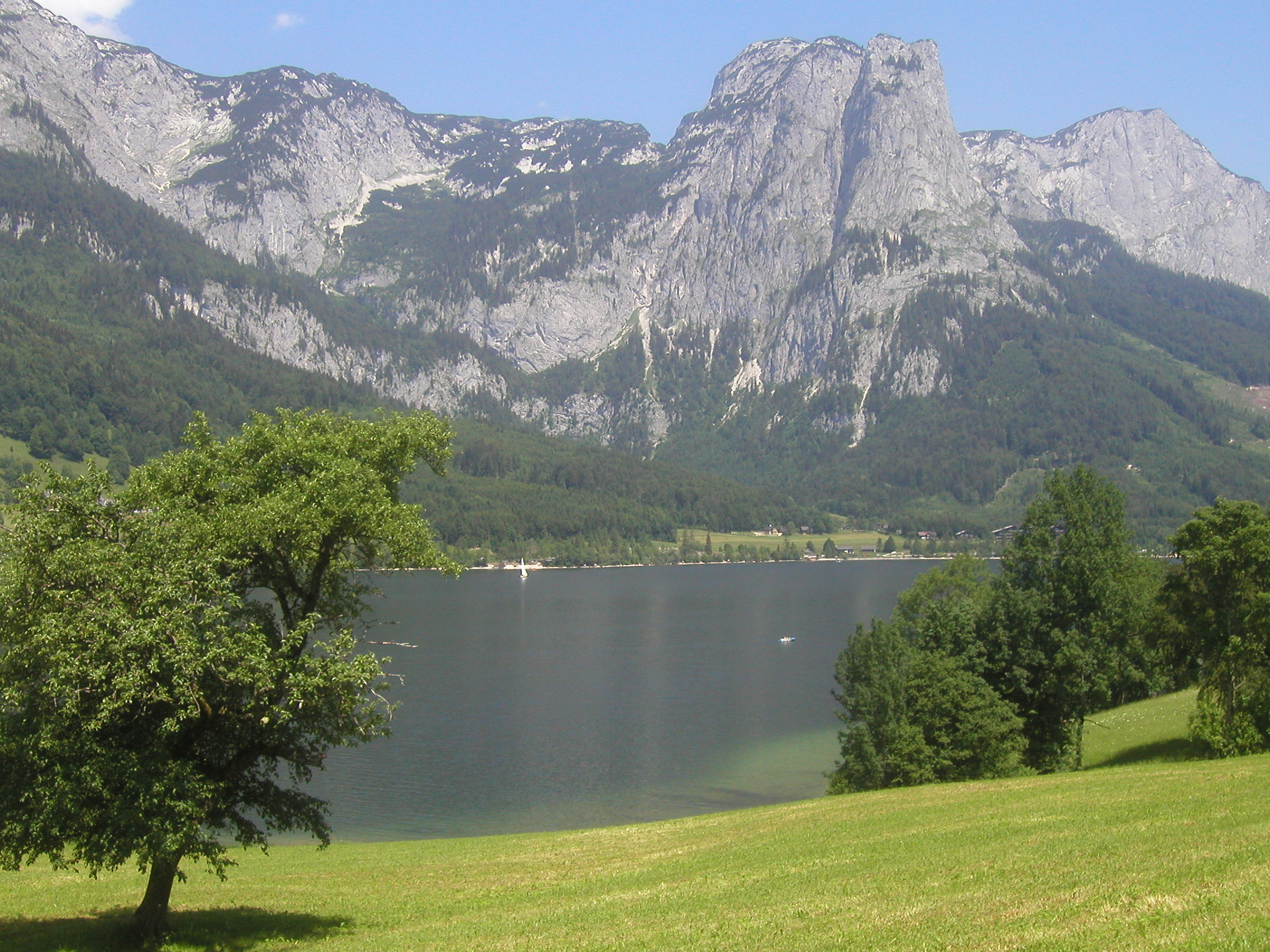
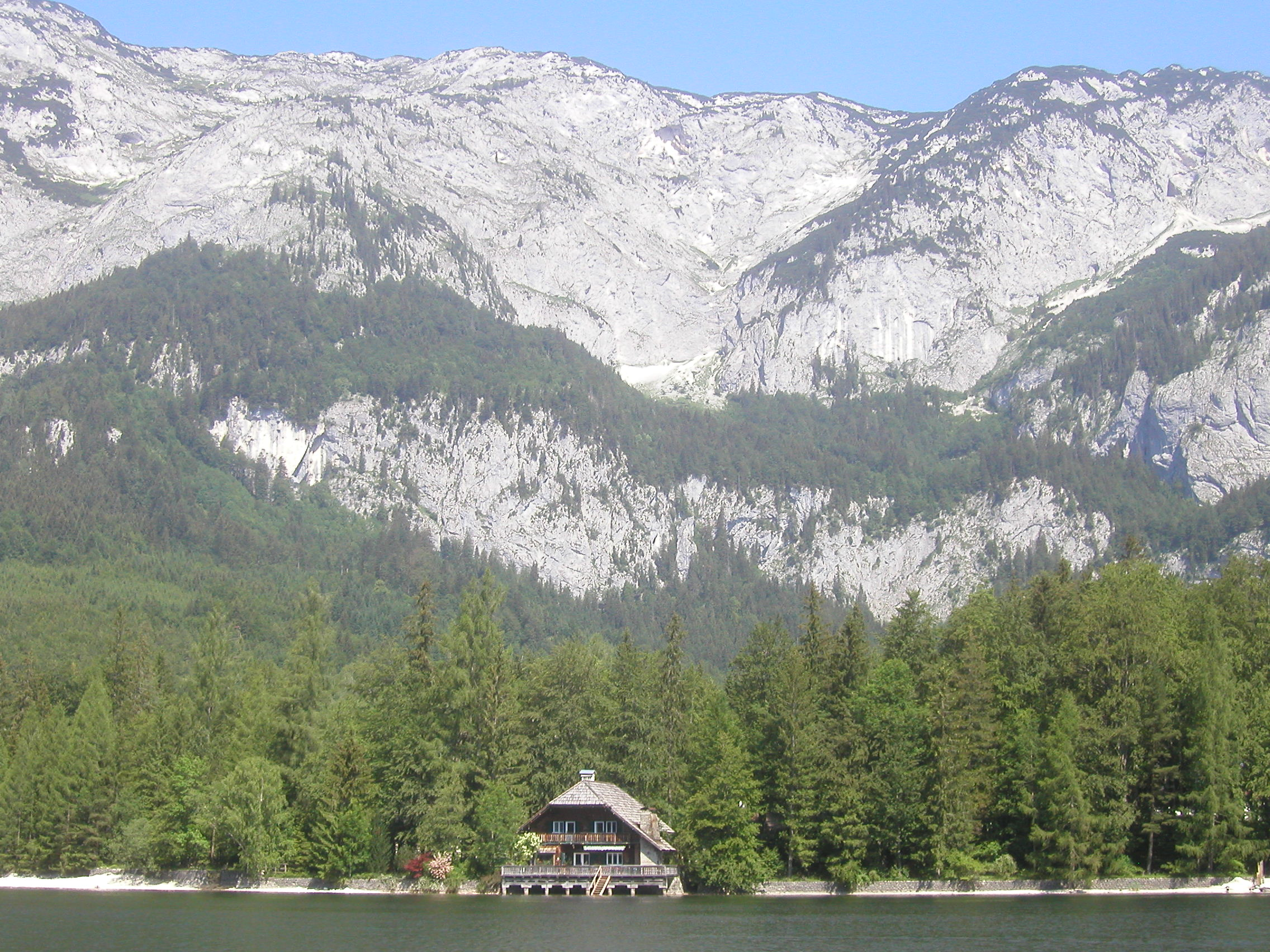
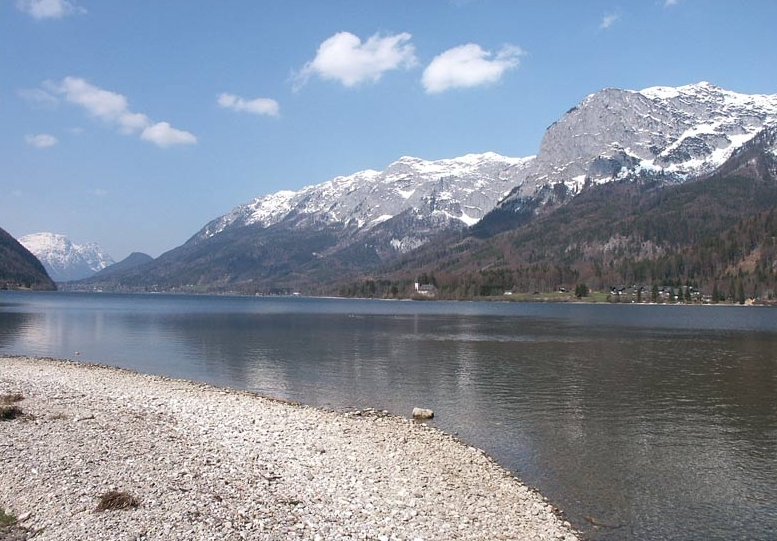